# 1988 TG
1988 TG är en asteroid i huvudbältet som upptäcktes den 9 oktober 1988 av den japanska astronomen Yoshiaki Oshima vid Gekko-observatoriet.
Asteroiden har en diameter på ungefär 3 kilometer.